# Die Schule am See
Die Schule am See ist eine Jugendserie, die von 1997 bis 1998 und von 1999 bis 2000 im Ersten ausgestrahlt wurde. Es folgte 2006 bis 2007 eine Wiederholung im NDR.

## Inhalt
Im Mittelpunkt der Serie stehen die Lehrerin Vera Herzog, welche als neue Pädagogin in das Internat Schloss Lüttin kommt, und die Wohngruppe der Prinzenhäusler, welche zu Serienbeginn wegen ihrer Probleme beinahe aufgelöst wird. Die Prinzenhäusler sind: Alf Fürneisen, Antonia Hauke, Charlotte Crispin, genannt Lolle, Eric Weidner, Karl von Sassnitz, genannt Karlchen, Mario Kofler, Nina König und Stefan Witznik.
Die Prinzenhäusler kämpfen dabei mit den typischen Problemen, die sich im schulischen Umfeld bzw. in ihrem Lebensalter ergeben, z. B. Konflikte mit den Eltern oder die erste Liebe.
Vera Herzog steht privat zwischen dem Schulleiter Henning Seld und dem Sportlehrer Fritz Bülow. Ersterer verlässt jedoch am Ende der ersten Staffel die Schule und so kann Vera Herzog schließlich Schulleiterin des Internates werden. Am Ende der zweiten Staffel verlässt schließlich auch Vera Herzog aufgrund eines Hirntumors Schloss Lüttin und die Prinzenhäusler sind von da an auf sich selbst gestellt.

## Hintergrund
Die Schule am See wurde zum größten Teil in Plön, Schleswig-Holstein gedreht. Als Schauplatz diente vor allem das Gebiet rund um das Plöner Schloss, die Kommandeursvilla und das Mädchenhaus. Kleindarsteller und Komparsen wurden zumeist – wie in solchen Fällen üblich – direkt vor Ort gecastet. Der fiktive Ort Lüttin wurde von der 1971 ebenfalls dort gedrehten Familienserie Kleinstadtbahnhof übernommen. Zur Serie schrieb Jenny Bentin  die drei Bücher Ein heißer Empfang, Gigolos und Spiel mit dem Feuer. Der Soundtrack erschien 1997 auf CD.